# جک رابرتس
جک رابرتس (انگلیسی: Jack Roberts; ۱۵ مارس ۱۹۱۰ – ۱ ژوئن ۱۹۸۵) بازیکن فوتبال اهل انگلستان بود که در پست مهاجم بازی می‌کرد.
از باشگاه‌هایی که در آن بازی کرده‌است می‌توان به باشگاه فوتبال ویگان اتلتیک، باشگاه فوتبال پورت ویل، باشگاه فوتبال لیورپول، و باشگاه فوتبال ساوتپورت اشاره کرد.
وی همچنین در تیم ملی فوتبال آماتور انگلستان بازی کرده‌است.